# غابرييل كوستا فرانكا
غابرييل كوستا فرانكا (بالبرتغالية: Gabriel Costa França) هو لاعب كرة قدم برازيلي في مركز الدفاع، ولد في 14 مارس 1995 في Pedro Leopoldo ‏ في البرازيل. لعب مع أتلتيكو مينيرو.

## وصلات خارجية
- غابرييل كوستا فرانكا على موقع رابطة كرة القدم اليابانية للمحترفين (اليابانية)
- غابرييل كوستا فرانكا على موقع قاعدة بيانات كرة القدم.إي يو (الإنجليزية)
- غابرييل كوستا فرانكا على موقع Soccerway.com (الإنجليزية)
- غابرييل كوستا فرانكا على موقع عالم كرة القدم.نت (الإنجليزية)
- غابرييل كوستا فرانكا على موقع AS.com (الإسبانية)